# 罠 (プライミーバルのエピソード)
「罠」（わな）は、イギリスのSFドラマ『プライミーバル』の第2章第6話。イギリスではITV1で2008年2月16日に初放送された。本作では高速道路上にコロンビアマンモスが出現するが、その対応のこじれをきっかけにニックとスティーブンの間で対立が起こる。リークの陰謀も調査チームに発覚し、事態が大きく動くエピソードである。
脚本は同じくイギリスのSFドラマ『ドクター・フー』第3シリーズ「ジョン・スミスの恋」「ファミリーと永遠の命」で知られるポール・コーネルが担当した。

## プロット

### あらすじ
前話「砂漠の遭難者」で回収した傭兵の暗視ゴーグルが何者かに処分されたことを受け、調査チームは亀裂調査センターに裏切り者がいると断定する。その正体を掴むための会議をしている最中に時空の亀裂が開き、高速道路にマンモスが出現する。後で追いつくと言ってチームを見送ったスティーブン以外のメンバーでマンモスの捕獲には成功するが、直後にスティーブンがヘレンを連れて現れたことにより、彼とニックの間に対立が生じる。
時空の亀裂の扱いを巡ってアビーとニックはスティーブンと議論し、結果としてニックを挑発したスティーブンは調査チームから除名される。ニックは裏切り者を炙り出すために亀裂探知装置に偽の警報を仕込み、探知装置の指定する場所で裏切り者を待ち構えることにする。その頃キャロラインは捕らえたレックスをリークに売り渡していた。
探知装置で指定した教会にやって来たのはジェニーであったが、彼女に教会へ向かうよう指示した人物はリークであった。ジェニーに最大限の人員を連れて亀裂調査に向かわせたリークは亀裂調査センターの警備を可能な限り手薄にし、未来の捕食動物を使って残りの職員の虐殺を始めていた。センターに残っていたレスターも捕食動物の爪牙に襲われるが、確保していた先のマンモスを開放することで辛うじて捕食動物を撃破する。
ニックが帰還した後、裏切り者と判明したリークの個人ファイルを開示するが、パスワードの入力を引き金にして時限爆弾が起動する。コナーとニックが間一髪で爆弾を不活性化し、調査チームは捕食動物の頭部に埋め込まれていた神経制御機器の信号を逆探知してリークの拠点を探る。探知された拠点にはレスターが特殊部隊を統率して直々に向かい、センターに残った調査チームの面々はキャロラインの携帯電話を探知してレックスの回収に向かう。
レスターが向かった施設はもぬけの殻であり、動きをリークに先読みされていた。一方でニックたちが向かった建物こそがリークの本拠地であり、調査チームは彼らに取り押さえられる。スティーブンの家を発ってやって来たヘレンとリークの微笑むその向こうには、これまで亀裂を通じて現代に侵入した生物たちの収容施設が広がっていた。

### 連続性
マンモスの被害の調査にやって来たイブニング・ニュース社のミック・ハーパーは本作で初登場し、亀裂調査センターの隠蔽主義に反感を覚えて第3章で執拗な追求を続けることとなる。

## キャスト
日本語吹替声優は左からNHK放送版、DVD版の順。
ニック・カッター
演 - ダグラス・ヘンシュオール、声 - 堀内賢雄/大塚芳忠
スティーブン・ハート
演 - ジェームズ・マレー、声 - 川本克彦/加瀬康之
コナー・テンプル
演 - アンドリュー・リー・ポッツ、声 - 宮下栄治/浪川大輔
アビー・メイトランド
演 - ハナ・スピアリット、声 - 斉藤梨絵/足立友
ジェニー・ルイス
演 - ルーシー・ブラウン、声 - 加藤優子/小林さやか
ジェームズ・レスター
演 - ベン・ミラー、声 - 横島亘/御園行洋
ヘレン・カッター
演 - ジュリエット・オーブリー、声 - 唐沢潤/赤池裕美子
オリバー・リーク
演 - カール・テオバルド、声 - 村治学
キャロライン・スティール
演 - ナオミ・ベントレー、声 - 佐古真弓
ミック・ハーパー
演 - ラモン・ティカラム

## 登場する生物
コエルロサウラヴス
レックス。前話「砂漠の遭難者」でキャロラインに捕獲され、今回でリークに売り渡される。
コロンビアマンモス
オスのマンモスが時空の亀裂を通って高速道路上に出現した。実際のコロンビアマンモスより1/3程度大きくデザインされている。
未来の捕食動物
第1章第6話「未知なる獣」以来の登場。脳に直結する神経制御機器を頭に装着され、リークに信号で操作されている。「未知なる獣」と同様にエコーロケーションで得られた情報が視聴者向けに可視化されているが、そのビジョンは「未知なる獣」から変更が加えられており、これは歴史改変あるいは神経制御機器の影響の可能性があると噂されている。
アースロプレウラ
第1章第2話「恐怖の巨大グモ」以来の登場。
スクトサウルス
第1章第6話「未知なる獣」以来の登場。
ラプトル
第2章第1話「ラプトル襲撃」以来の登場。
スミロドン
第2章第3話「森に潜む牙」以来の登場。
未来の水棲霊長類
第2章第4話「水底に響く声」以来の登場。
巨大サソリ
第2章第5話「砂漠の遭難者」から続けて登場。

## 製作
ジェームズ・レスター役のベン・ミラーは本作で未来の捕食動物に対するアクションシーンを演じることができた点について「とにかく素晴らしかった」と語り、当該シーンについては「テレビでは前代未聞」「ジョン・ランボーのよう」とコメントし、撮影に費やした1週間を褒め称えた。第1章におけるレスターの立場は校長のようであったが、本作では校長室を出て生物と直接対決する、と彼は喩えた。

## 放送
イギリスではITV1で2008年2月16日に、ドイツでは Die Falle という題で2008年5月19日にプロジーベンにて、アメリカ合衆国では2008年10月25日にBBCアメリカにて放送された。
日本では2009年10月1日に午後6時からNHKデジタル衛星ハイビジョン、午後8時からNHK総合で放送された。後に第3章が日本に上陸する直前には、2010年6月27日に午前10時50分から再放送された。

## 批評家の反応
Webサイト「The Sci-Fi Online」のポール・シンプソンは「罠」を10点満点中8点と評価した。彼は本作がシリーズでは珍しく前半で生物（マンモス）への対応、後半で陰謀を扱っていることに触れ、これまでヒントを与えてきた視聴者ではなく登場人物に衝撃を与えていると指摘している。彼はニックとスティーブンとヘレンの三角関係を称賛したが、それ以上にこれまでデスクワークのみであったレスターが未来の捕食動物と戦って活躍したことを絶賛した。シンプソンは次話でさらなる曇天返しがあることに期待してレビューを締め括った。
The Medium is not Enoughのロブ・バックレーは、通常の『プライミーバル』のエピソードよりも本作がハードエッジであるとし、作風の逸脱に注目した。バックレーは亀裂調査センターのメインルームに突然爆弾を搭載した白色のバンが駐車されていることに誰も違和感を覚えなかったことを指摘しつつも、次週のフィナーレに向けて期待を寄せた。
Den of Geekのロバート・マクローリンは、本作について「驚くほど素晴らしい」と絶賛した。マクローリンは本作が高速道路上のマンモスに対処する前半部と陰謀に直面する後半部に大きく分かれていると述べ、前半部についてケナガマンモスでなく無毛のマンモスが登場したことについて不満を口にした一方、『ジュラシック・パーク』のオマージュにも触れつつ評価した。また、後半部についても軍事衝突がマンモスと同様にITVの作品の中で非常に印象的であると述べ、多数の生物の登場する先史時代の対決が描かれることに期待を寄せた。
The Digital Fixのイーモン・マクスターは、コロンビアマンモスの出現した高速道路の渋滞について、渋滞に加わる車両も渋滞を脱する車両も居ない点をはじめ不自然であると指摘した。その一方で、マクスターは本作と次話「陰謀の果て」がフィナーレとなる第2章のストーリーアークについて優れていると高く評価した。